# Ситроен, Пауль
Пауль Ситроен (нидерл. Paul Citroen, полное имя — Рулоф Пауль Ситроен / нидерл. Roelof Paul Citroen; 15 декабря 1896, Берлин, Германия — 13 марта 1983, Вассенар, Нидерланды) — нидерландский художник и арт-педагог еврейского происхождения, основатель Академии Нового Искусства в Амстердаме.
Среди его самых известных работ фотомонтаж «Метрополис» (Metropolis), серия монументальных нидерландских почтовых марок (1949), написанные портреты известных голландцев.

## Жизнь и творчество
Пауль Ситроен родился 15 декабря 1896 года и вырос в семье среднего класса в Берлине (Германия). Оба его родители были из нидерландских евреев. Отец Пауля имел меховой магазин. Ещё с детства парень стал рисовать, испытывая крепкую поддержку со стороны родителей. Вскоре он стал экспериментировать с фотографией, в частности, вместе с Эрвином Блюменфельдом изучал искусство в Берлине.
В 1919 году П. Ситроен начал учиться в Баухаузе, где брал уроки у Пауля Клее и Василия Кандинского (члены арт-группы «Голубой рыцарь» / Der Blaue Reiter) и Иоганнеса Иттена, который произвёл на него наибольшее влияние. Примерно в это же время он начал работу над своим фотомонтажом «Метрополис» (1923), который стал его самой известной работой. «Метрополис» Ситроена вдохновил Фрица Ланга снять киноленту, ставшую классической, под тем же названием. В период между 1929 и 1935 годами П. Ситроен сделал много фотографий, явно под влиянием своего сотрудничества с Блюменфельдом.
Вскоре он открыл Новую школу искусств (Nieuwe Kunstschool) вместе с Шарлем Рулофшем (Charles Roelofsz). Однако проект потерпел финансовый крах, и заведение закрыли в 1937 году. В том же году Ситроен стал преподавать в Королевской академии искусств в Гааге. Среди его многочисленных студентов были Кеес Бол, Мадлен Ганс, Генк Гартох и Йос Зегерс.
Художник разработал свою монументальную коллекцию почтовых марок (1949).
В 1960 году Пауль Ситроен завершил свою педагогическую карьеру и стал рисовать портреты, сосредоточив на этом своё основное внимание. Он написал портреты самых известных голландцев.
Пауль Ситроен умер 13 марта 1983 года в Вассенаре (Нидерланды).